# 甲賀市
甲賀市（日语：／ Kōka shi */?）為位於日本滋賀縣南部的城市，東側為鈴鹿山脈，西側為信樂盆地，南部則為甲賀丘陵。由於甲賀市地處大阪市與名古屋市中間，且同時與京都府和三重縣接鄰，因此也成為連結近畿地方和中部地方的交通據點。

## 人口
| 甲賀市人口分布圖 |                                               |  |
| 甲賀市與日本全國年齡別人口分布比較圖 （2005年資料） | 甲賀市的年齡、男女別人口分布圖 （2005年資料） |  |
| ■紫色是甲賀市 ■綠色是全国 | ■藍色是男性 ■紅色是女性                       |  |
| 甲賀市人口變化 \| 1970年 \| 67,762人 \| \| \| 1975年 \| 71,025人 \| \| \| 1980年 \| 75,203人 \| \| \| 1985年 \| 79,088人 \| \| \| 1990年 \| 82,668人 \| \| \| 1995年 \| 90,744人 \| \| \| 2000年 \| 92,484人 \| \| \| 2005年 \| 93,853人 \| \| \| 2010年 \| 92,704人 \| \| \| 2015年 \| 90,901人 \| \| \| 2020年 \| 88,358人 \| \| |                                               |  |
| 資料來源：日本總務省統計中心提供之人口普查數據 |                                               |  |
| 1970年 | 67,762人                                      |  |
| 1975年 | 71,025人                                      |  |
| 1980年 | 75,203人                                      |  |
| 1985年 | 79,088人                                      |  |
| 1990年 | 82,668人                                      |  |
| 1995年 | 90,744人                                      |  |
| 2000年 | 92,484人                                      |  |
| 2005年 | 93,853人                                      |  |
| 2010年 | 92,704人                                      |  |
| 2015年 | 90,901人                                      |  |
| 2020年 | 88,358人                                      |  |

## 歷史

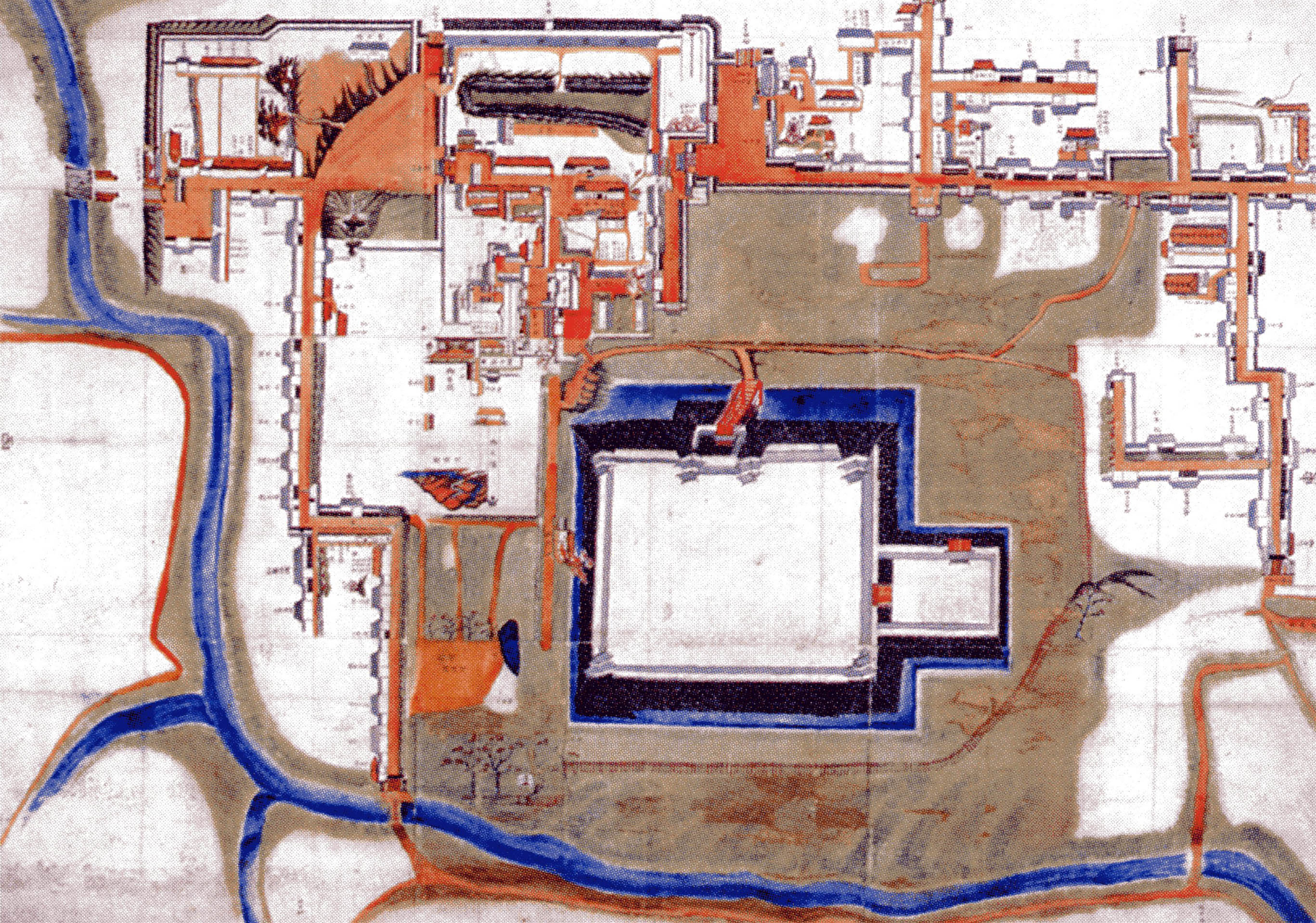
水口城郭內繪圖

過去在令制國時代屬於近江國甲賀郡，742年聖武天皇開始在本地的紫香樂村建立離宮，743年聖武天皇行幸至此後，將此定名為紫香樂宮，並以此地做為皇居，直到隔年再遷至難波京為止，這段時間本地也成為日本實質上的政治中心。
在戰國時代本地為自治性很強的地區，除了發展出甲賀流忍術，甚至曾發展出甲賀郡中惣，以合議的方式處理地區的問題。戰國時代末期中村一氏獲得甲賀郡的領地後，曾在此建立水口岡山城，此後水口岡山城又曾先後交由增田長盛、長束正家；1600年關原之戰中，由於長束正家加入西軍，在西軍戰敗後水口岡山城遭到廢除，此地區在接下來的八十年間成為幕府的直屬領地，並設有東海道五十三次之一的水口宿，同時也在此新建水口城。
1682年原石見吉永藩藩主加藤明友改封至此地，建立水口藩；現在的甲賀市轄區在江戶時代末期大多數地區成為幕府直屬領、旗本和水口藩領地，此外也有少部分區域屬於淀藩、川越藩、山上藩、近江宮川藩、宮津藩、三上藩、狹山藩。
19世紀末明治維新後，原先的幕府直屬領及旗本領先後改隸屬大津裁判所及大津縣，其他原本屬於各藩的區域則在1871年實施廢藩置縣後，改隸屬水口縣、淀縣、川越縣、山上縣、宮川縣、宮津縣、吉見縣；不過在僅四個月之後的府縣整併中，郡內全數區域都被併入大津縣，而大津縣又在一個月後更名為滋賀縣。
1889年日本實施町村制，現在的甲賀市轄區在當時分屬水口村、土山村、伴谷村、柏木村、大野村、佐山村、鮎河村、山內村、大原村、油日村、宮村、龍池村、寺村、貴生川村、南杣村、北杣村、雲井村、長野村、小原村、朝宮村、多羅尾村共21個行政區劃；在1940年代至1950年代期間，這些行政區劃先後整併為位於北部的水口町、位於東部的土山町、位於西部的信樂町、位於南部的甲南町和甲賀町共五個行政區劃。
2004年這五個行政區劃再度整併，組成現在的甲賀市。

### 變遷表
| 1889年4月1日 | 1889年 - 1912年            | 1912年 - 1944年            | 1912年 - 1944年             | 1912年 - 1944年             | 1945年 - 1954年             | 1955年 - 1989年            | 1989年 - 現在              | 現在                       |
| ------------ | -------------------------- | -------------------------- | --------------------------- | --------------------------- | --------------------------- | -------------------------- | -------------------------- | -------------------------- |
| 宮村         | 宮村                       | 宮村                       | 宮村                        | 1943年2月11日 合併為甲南町  | 1943年2月11日 合併為甲南町  | 1943年2月11日 合併為甲南町 | 2004年10月1日 合併為甲賀市 | 2004年10月1日 合併為甲賀市 |
| 龍池村       |                            |                            |                             | 1943年2月11日 合併為甲南町  | 1943年2月11日 合併為甲南町  | 1943年2月11日 合併為甲南町 | 2004年10月1日 合併為甲賀市 | 2004年10月1日 合併為甲賀市 |
| 寺村         | 寺村                       | 寺村                       | 1942年2月11日 改制為寺町    | 1943年2月11日 合併為甲南町  | 1943年2月11日 合併為甲南町  | 1943年2月11日 合併為甲南町 | 2004年10月1日 合併為甲賀市 | 2004年10月1日 合併為甲賀市 |
| 南杣村       |                            |                            |                             | 1943年2月11日 合併為甲南町  | 1943年2月11日 合併為甲南町  | 1943年2月11日 合併為甲南町 | 2004年10月1日 合併為甲賀市 | 2004年10月1日 合併為甲賀市 |
| 北杣村       | 北杣村                     | 北杣村                     | 1942年1月1日 合併為貴生川町 | 1942年1月1日 合併為貴生川町 | 1942年1月1日 合併為貴生川町 | 1955年4月15日 合併為水口町 | 2004年10月1日 合併為甲賀市 | 2004年10月1日 合併為甲賀市 |
| 貴生川村     |                            |                            | 1942年1月1日 合併為貴生川町 | 1942年1月1日 合併為貴生川町 | 1942年1月1日 合併為貴生川町 | 1955年4月15日 合併為水口町 | 2004年10月1日 合併為甲賀市 | 2004年10月1日 合併為甲賀市 |
| 水口村       | 1894年8月18日 改制為水口町 | 1894年8月18日 改制為水口町 | 1894年8月18日 改制為水口町  | 水口町                      | 水口町                      | 1955年4月15日 合併為水口町 | 2004年10月1日 合併為甲賀市 | 2004年10月1日 合併為甲賀市 |
| 柏木村       | 柏木村                     | 柏木村                     | 1942年7月1日 併入水口町     | 水口町                      | 1948年10月10日 分設為柏木村 | 1955年4月15日 合併為水口町 | 2004年10月1日 合併為甲賀市 | 2004年10月1日 合併為甲賀市 |
| 伴谷村       |                            |                            |                             |                             |                             | 1955年4月15日 合併為水口町 | 2004年10月1日 合併為甲賀市 | 2004年10月1日 合併為甲賀市 |
| 土山村       | 土山村                     | 1916年4月1日 改制為土山町  | 1916年4月1日 改制為土山町   | 1916年4月1日 改制為土山町   | 1916年4月1日 改制為土山町   | 1955年4月1日 合併為土山町  | 2004年10月1日 合併為甲賀市 | 2004年10月1日 合併為甲賀市 |
| 大野村       |                            |                            |                             |                             |                             | 1955年4月1日 合併為土山町  | 2004年10月1日 合併為甲賀市 | 2004年10月1日 合併為甲賀市 |
| 鮎河村       |                            |                            |                             |                             |                             | 1955年4月1日 合併為土山町  | 2004年10月1日 合併為甲賀市 | 2004年10月1日 合併為甲賀市 |
| 山內村       |                            |                            |                             |                             |                             | 1955年4月1日 合併為土山町  | 2004年10月1日 合併為甲賀市 | 2004年10月1日 合併為甲賀市 |
| 佐山村       | 佐山村                     | 佐山村                     | 佐山村                      | 佐山村                      | 佐山村                      | 1955年4月1日 合併為甲賀町  | 2004年10月1日 合併為甲賀市 | 2004年10月1日 合併為甲賀市 |
| 大原村       |                            |                            |                             |                             |                             | 1955年4月1日 合併為甲賀町  | 2004年10月1日 合併為甲賀市 | 2004年10月1日 合併為甲賀市 |
| 油日村       |                            |                            |                             |                             |                             | 1955年4月1日 合併為甲賀町  | 2004年10月1日 合併為甲賀市 | 2004年10月1日 合併為甲賀市 |
| 雲井村       | 雲井村                     | 雲井村                     | 雲井村                      | 雲井村                      | 1954年9月1日 合併為信樂町   | 1954年9月1日 合併為信樂町  | 2004年10月1日 合併為甲賀市 | 2004年10月1日 合併為甲賀市 |
| 長野村       | 長野村                     | 1921年8月15日 改制為長野町 | 1930年11月3日 改名為信樂町  | 1930年11月3日 改名為信樂町  | 1954年9月1日 合併為信樂町   | 1954年9月1日 合併為信樂町  | 2004年10月1日 合併為甲賀市 | 2004年10月1日 合併為甲賀市 |
| 小原村       |                            |                            |                             |                             | 1954年9月1日 合併為信樂町   | 1954年9月1日 合併為信樂町  | 2004年10月1日 合併為甲賀市 | 2004年10月1日 合併為甲賀市 |
| 朝宮村       |                            |                            |                             |                             | 1954年9月1日 合併為信樂町   | 1954年9月1日 合併為信樂町  | 2004年10月1日 合併為甲賀市 | 2004年10月1日 合併為甲賀市 |
| 多羅尾村     |                            |                            |                             |                             | 1954年9月1日 合併為信樂町   | 1954年9月1日 合併為信樂町  | 2004年10月1日 合併為甲賀市 | 2004年10月1日 合併為甲賀市 |

## 交通

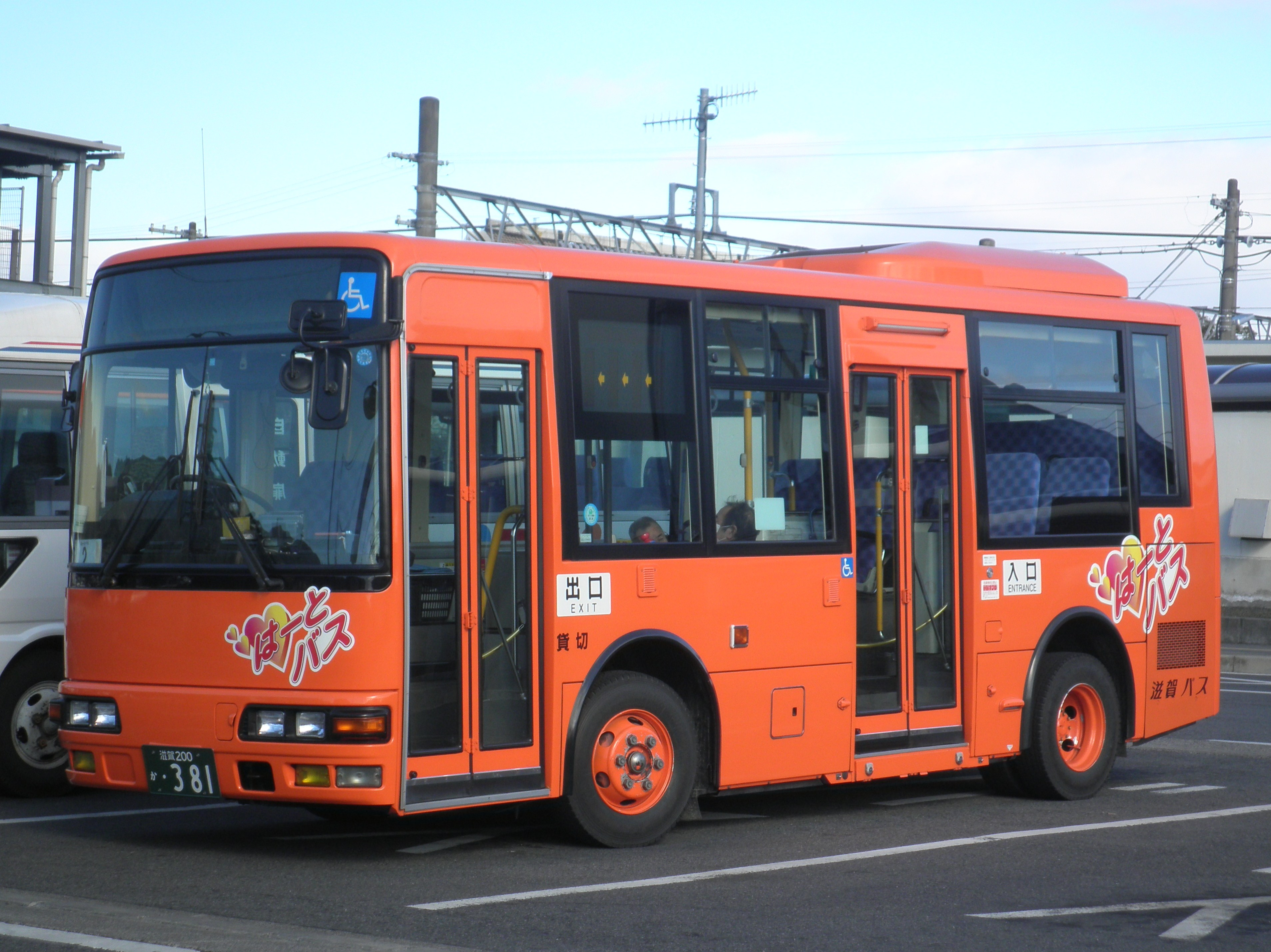
甲賀市社區巴士

西日本旅客鐵道草津線以西北－東南方向穿過轄區中部的主要市區區域，往北可經草津市接入滋賀縣南部，往南可至三重縣；同時在北部的貴生川車站還有近江鐵道本線可往東北進入滋賀縣東部區域，往西則有信樂高原鐵道信樂線可進入西部的信樂盆地。
新名神高速公路在2008年完成轄內的路段，可以往東經三重縣龜山市接往三重縣各地或是愛知縣，往西則可經大津聯絡路的草津系統交流道接入名神高速公路，再接至大津市及京都市；目前新名神高速公路往西經大津市的路段進入京都府城陽市的路段仍在興建中，預定在2023年可以完成，屆時將可直接往西進入京都府南部地區。轄內的公路則以國道1號和國道307號為主要動線。
市內的客運路線主要由帝產湖南交通經營，同時市政府也有開設甲賀市社區巴士。

### 鐵路
- 西日本旅客鐵道
  - 草津線：（伊賀市） - 貴生川車站 - 甲南車站 - 寺庄車站 - 甲賀車站 - 油日車站 - （湖南市→）
- 近江鐵道
  - 本線：（←日野町） - 水口松尾車站 - 水口車站 - 水口石橋車站 - 水口城南車站 - 貴生川車站
- 信樂高原鐵道
  - 信樂線：貴生川車站 - 紫香樂宮跡車站 - 雲井車站 - 勅旨車站 - 玉桂寺前車站 - 信樂車站

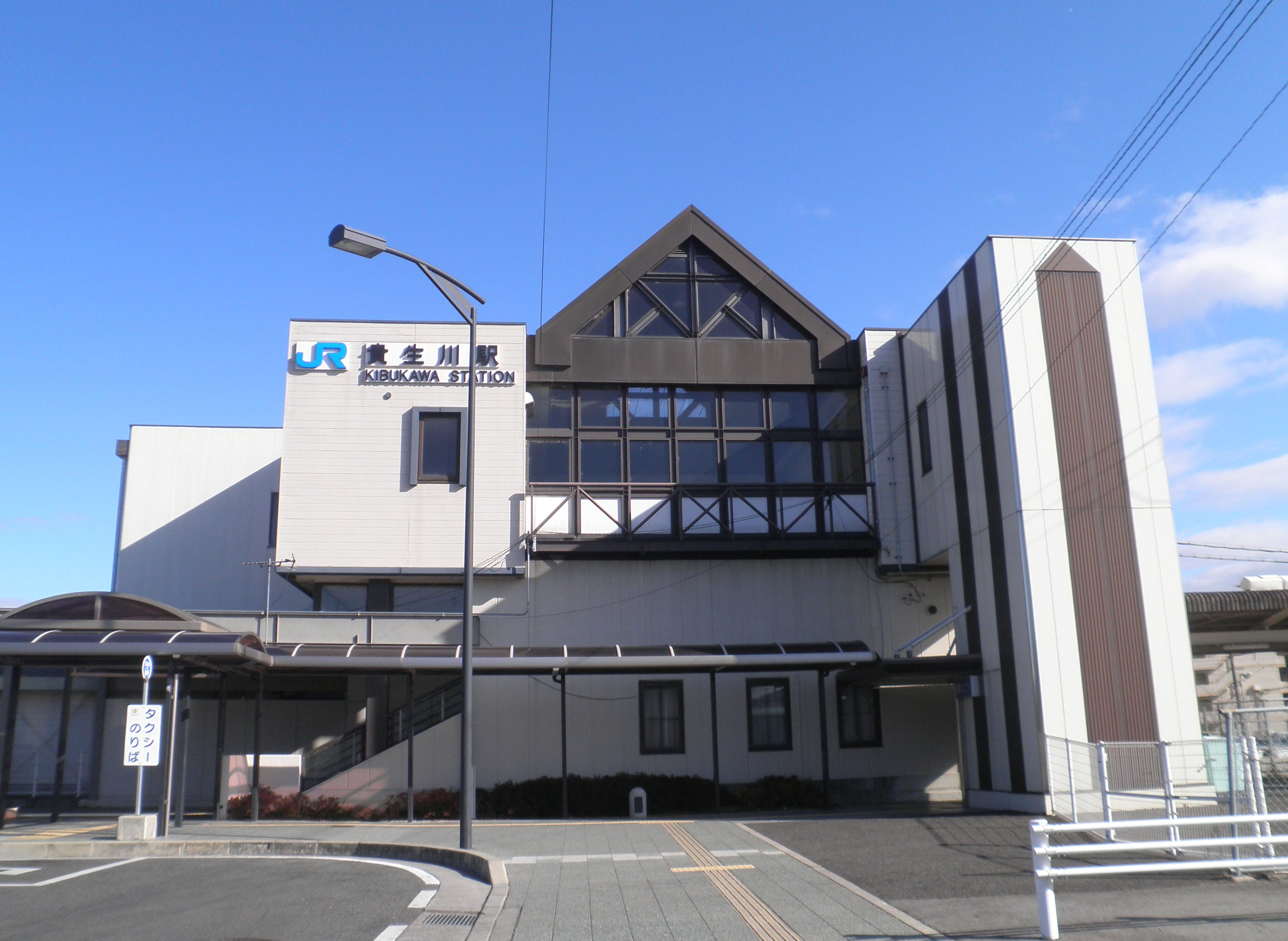
貴生川車站
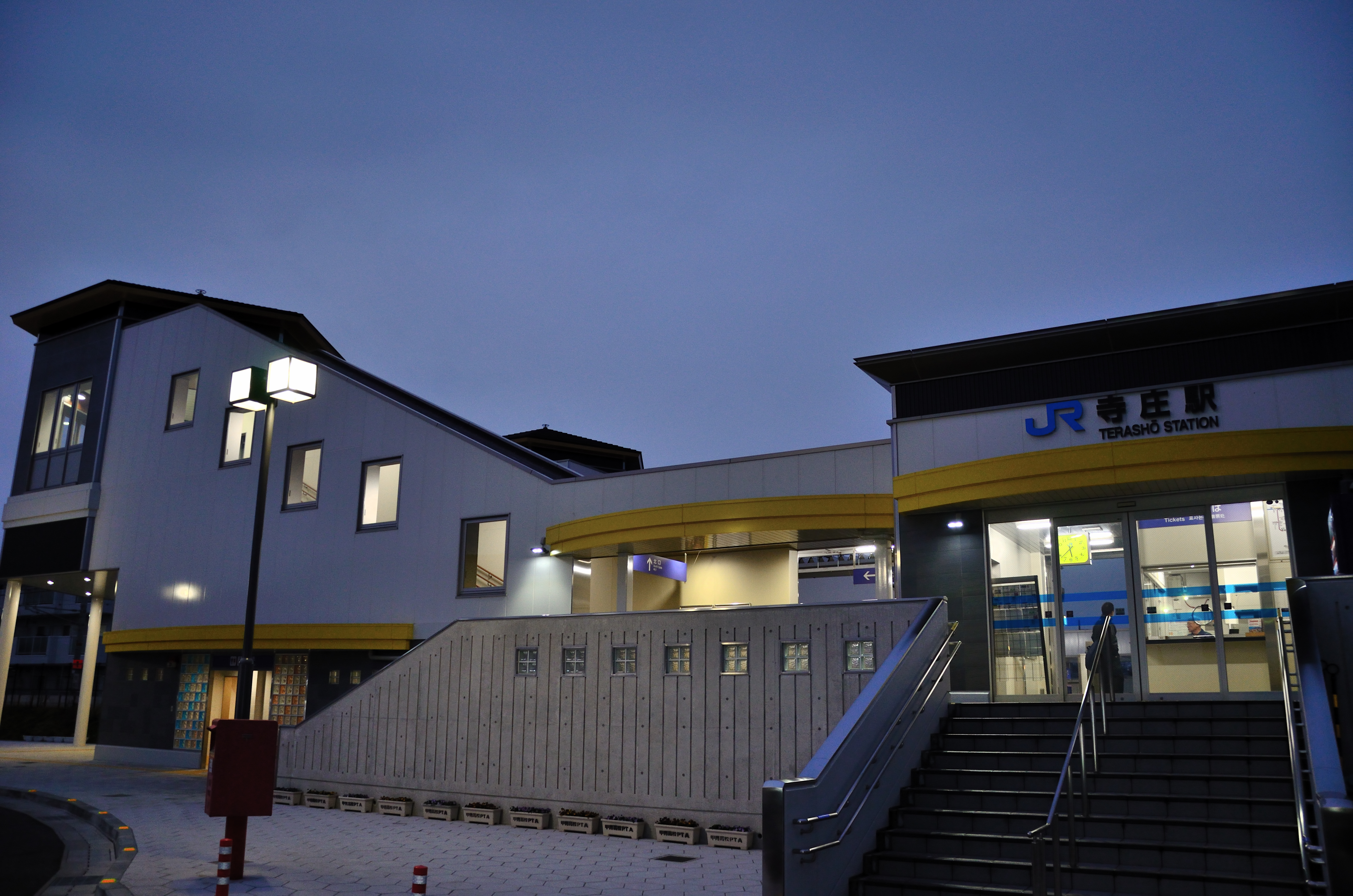
寺車站南口
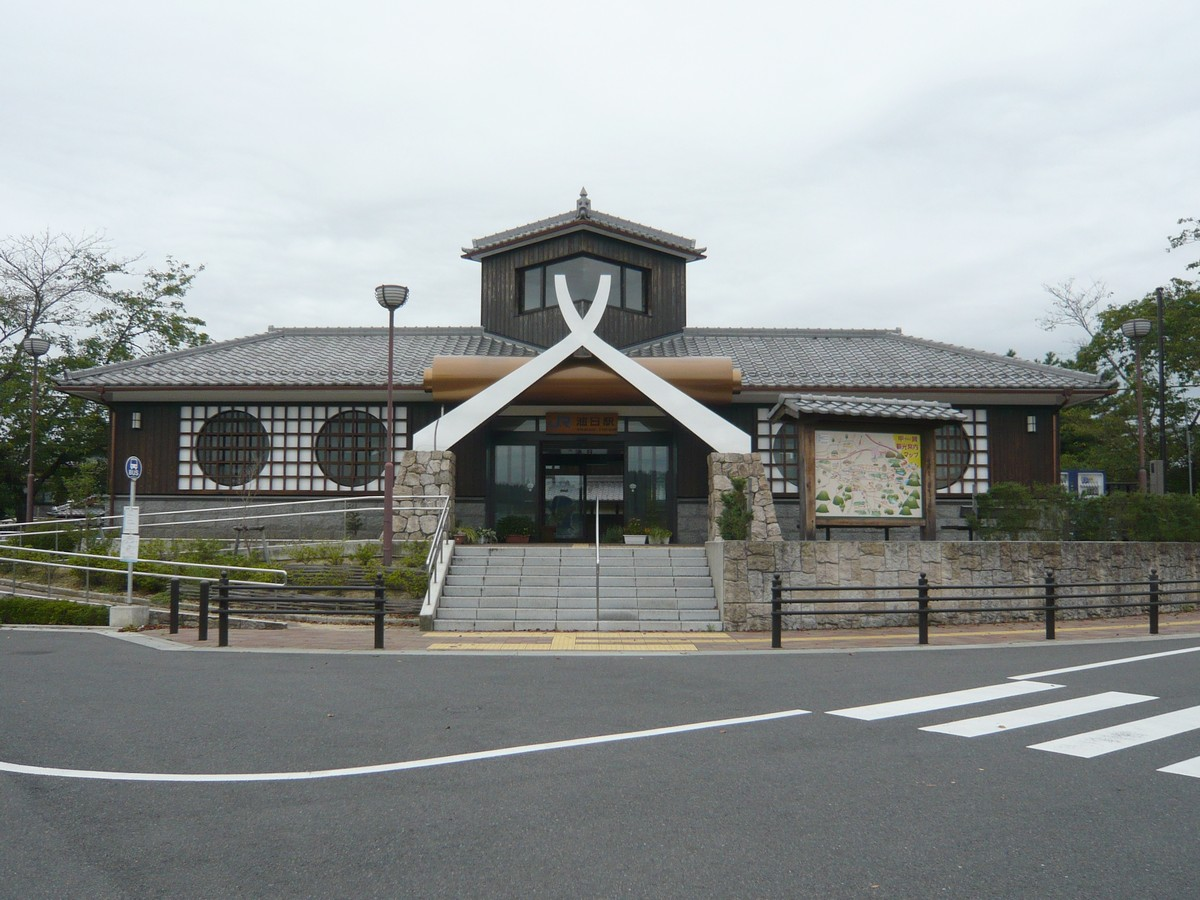
油日車站
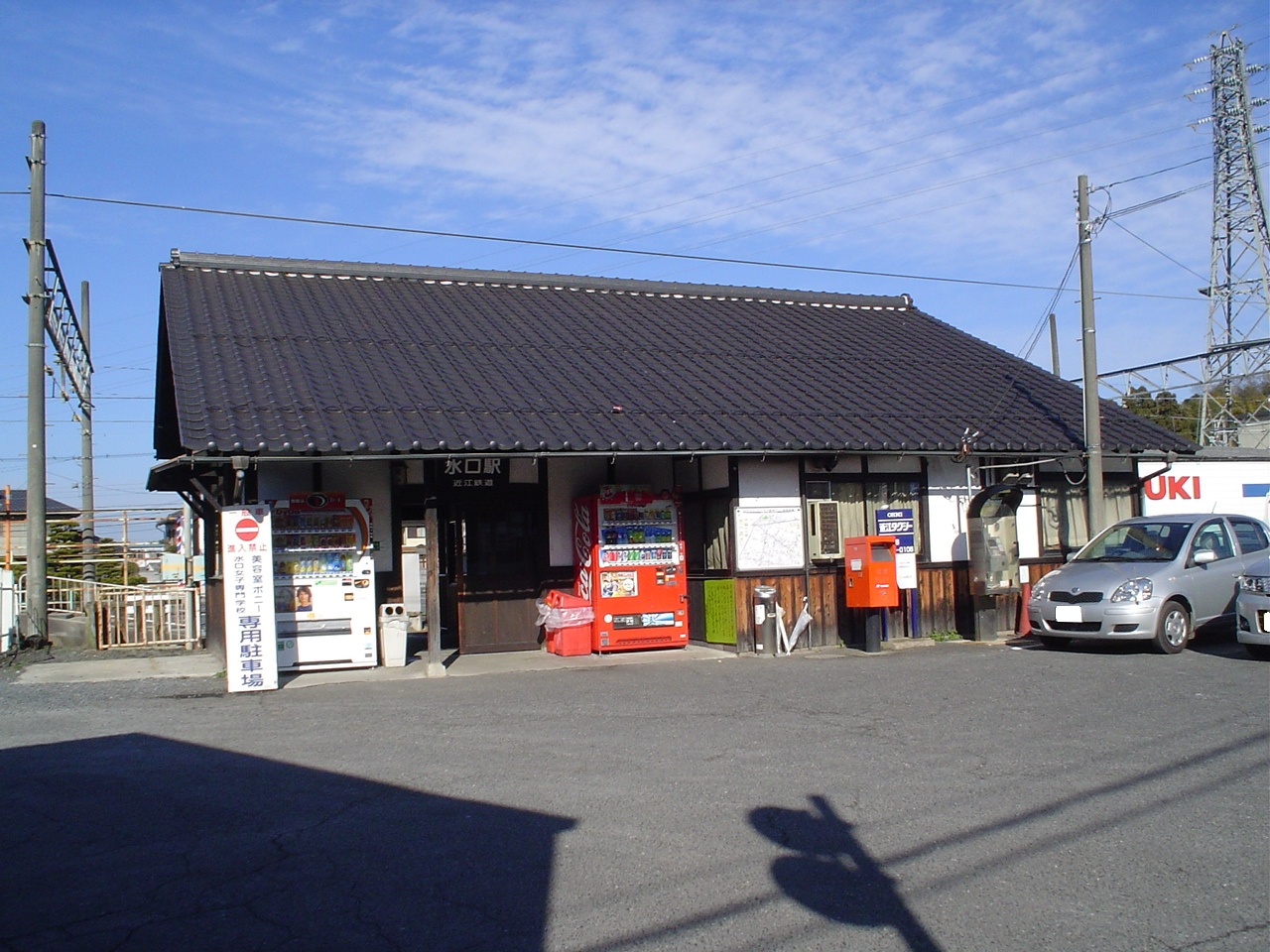
水口車站
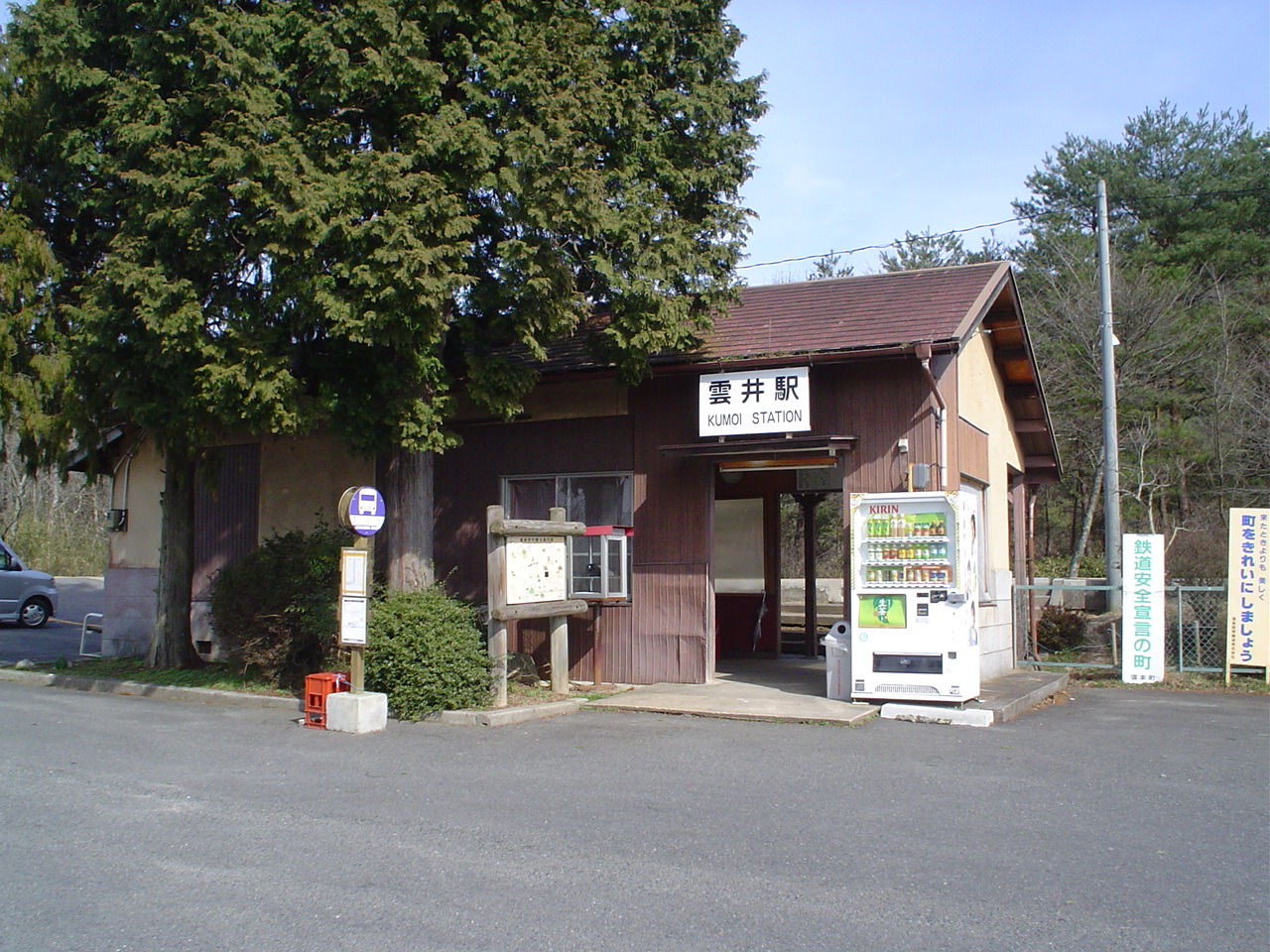
雲井車站
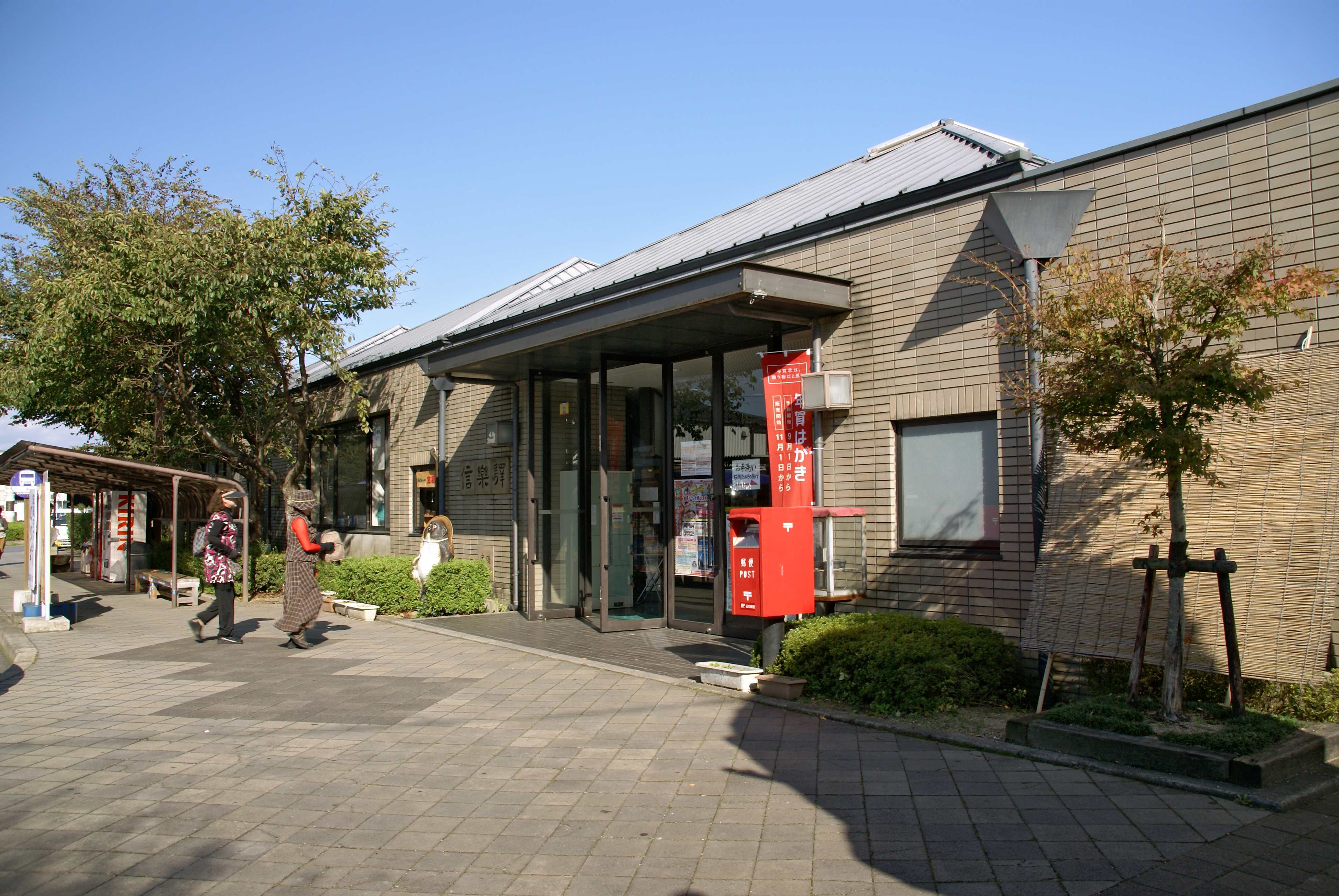
信樂車站

### 公路
高速公路
- 新名神高速公路：（龜山市） - 土山服務區 - 甲賀土山交流道 - 甲南交流道 - 信樂交流道 - （大津市）

## 觀光

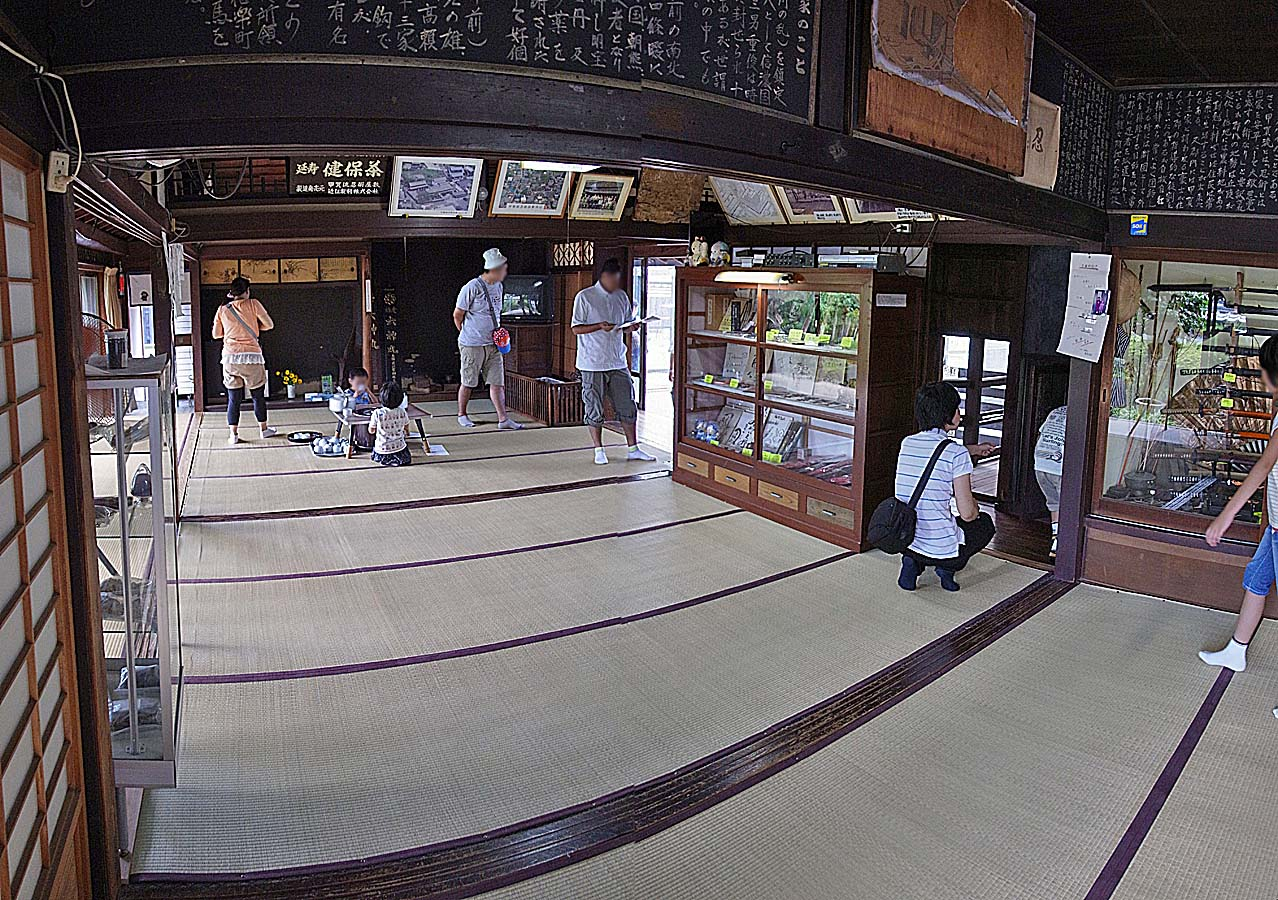
甲賀流忍術屋敷內部

由於甲賀的甲賀流忍術常出現在各種歷史故事中，因此在市內有多處以甲賀流忍術為主題的景點，包括位於甲南町的甲賀流忍術屋敷和位於甲賀町的甲賀之里忍術村。甲賀流忍術屋敷過去原為是甲賀流忍者甲賀五十三家頭領「望月出雲守」的住居，建築內有包括「回轉戶」、「落穴」、「隱梯子和隱部屋」在內的各種機關；甲賀之里忍術村則是以忍術為主題的主題樂園。
轄區西部的信樂山地已被滋賀縣劃入三上・田上・信樂縣立自然公園，其中包括8世紀時由聖武天皇所建紫香樂宮周邊已被列為國家史跡的紫香樂宮遺跡。位於東部的鈴鹿山脈雖被劃入鈴鹿國定公園，但鈴鹿國定公園內的景點大多是在三重縣一側，或是東近江市的轄區內。

## 教育
市內雖然無高等教育學校，不過京都大學生存圈研究所在西部的信樂盆地設有信樂MU觀測所，其中的「MU雷達」是專門觀測中高層包括對流層、熱層、電離層的大氣圈。

## 姊妹、友好城市

### 日本
- 伊賀市（三重縣）
兩地同為以忍術聞名的地方，雙方於2007年締結為姊妹城市。
- 佐久市（長野縣）
過去原為甲南町與其在1990年締結為友好親善都市，2004年甲南町合併為甲賀市後，甲賀市與其立刻繼續締結為友好親善都市。

### 海外
- 特拉弗斯城（美國密歇根州大特拉弗斯縣）
過去原為土山町與其在1970年締結為姊妹都市，2004年土山町合併為甲賀市後，甲賀市於2005年與其繼續締結為姊妹都市。
- 馬歇爾（美國密歇根州卡爾霍恩縣）
過去原為甲賀町與其在1984年締結為姊妹都市，2004年甲賀町合併為甲賀市後，甲賀市於2005年與其繼續締結為姊妹都市。
- 德威特（英语：DeWitt, Michigan）（美國密歇根州柯林頓縣）
過去原為甲南町與其在1994年締結為姊妹都市，2004年甲南町合併為甲賀市後，甲賀市於2005年與其繼續締結為姊妹都市。
- 利川市（韓國京畿道）
過去原為信樂町與其在1999年締結為姊妹都市，2004年信樂町合併為甲賀市後，甲賀市於2005年與其繼續締結為姊妹都市。

## 本地出身之名人
- 北村豐晴 : 電影導演
- 井原正巳 : 福岡黃蜂領隊、前日本國家足球隊主將（守山高校→筑波大→橫濱水手→磐田喜悅→浦和紅鑽）
- 今村博治 : 前日本國家足球隊（甲賀高校→YANMAR）

## 外部連結
- （日語） 甲賀市的Facebook專頁
- （日語） 甲賀市觀光指引 （页面存档备份，存于）